# Port de Southampton
Le port de Southampton est un port de fret et de passagers situé dans la partie centrale de la côte sud de l'Angleterre.
L'époque moderne de l'histoire du port de Southampton a commencé lors de l'inauguration du premier quai en 1843. Le port appartient et est exploité par Associated British Ports (en) depuis 1982.
Il s'agit du terminal de croisière le plus achalandé et du deuxième plus grand port à conteneurs du Royaume-Uni.